# Rolf Funda
Rolf Funda (* 15. Juli 1940 in Berka) ist ein deutscher Politiker (SED, PDS). Er war von 1990 bis 1994 Mitglied des Landtags von Sachsen-Anhalt.

## Ausbildung und Leben
Nach dem Besuch der Oberschule und dem Abitur leistete Rolf Funda seinen dreijährigen  Wehrdienst beim Wachregiment „Feliks Dzierzynski“ des Ministeriums für Staatssicherheit und war während dieser Zeit Personenschützer im ZK der SED. Anschließend studierte er Veterinärmedizin, legte das Staatsexamen als Tierarzt ab und schloss das Studium mit der Promotion ab. Als Student war er Anwärter des Ministeriums für Staatssicherheit. Eine schwere Krankheit beendete seine Laufbahn, noch ehe er zum Einsatz kam. Nach einem Fernstudium wurde er Fachtierarzt. 1968 bis 1971 arbeitete er als praktischer Tierarzt und 1972 bis 1990 als Kreistierarzt. Aus dieser Funktion wurde er mit der Wende und friedlichen Revolution in der DDR wegen seines Dienstes beim Wachregiment entlassen. 1985 bis 1989 war er  ehrenamtlicher Vorsitzender des Kreisvorstandes des VKSK. Im August 2012 hat er den Verein Erinnerungsbibliothek gegründet, der DDR-Biographien sammelt. Die Bücher wurden inzwischen an das Bundesarchiv in Berlin-Lichterfelde übergeben.
Rolf Funda ist verwitwet und hat zwei Kinder.

## Politik
Rolf Funda war seit 1959 Mitglied der SED und nach deren Umwandlung 1990 der PDS. In seiner Partei war er ehrenamtlicher Vorsitzender des Kreisvorstandes und Kreistagsabgeordneter seit 1990. Er wurde bei der ersten Landtagswahl in Sachsen-Anhalt 1990 über die Landesliste in den Landtag gewählt.
1994 bis 2003 war er Bürgermeister in Löderburg.